# انتخابات رئاسة إفريقيا الوسطى 1999
انتخابات رئاسة أفريقيا الوسطى 1999 هي الانتخابات الرئاسية التي جرت في 1999، في جمهورية أفريقيا الوسطى، فاز بالانتخابات أنج فيليكس باتاسيه.

## المرشحين
| المرشح             | الحزب | عدد الأصوات |
| ------------------ | ----- | ----------- |
| أنج فيليكس باتاسيه |       |             |